# زمانی برای کشتن (فیلم ۱۹۸۹)
زمانی برای کشتن (به ایتالیایی: Tempo di uccidere) فیلمی درام ایتالیایی محصول سال ۱۹۸۹با بازی با نیکلاس کیج و بازیگران ایتالیایی ریکی توگناززی، ویتوریو آماندولا و جیانکارلو جیانینی است. . کارگردانی آن توسط جولیانو مونتالدو انجام شده‌است. داستان این فیلم در سال ۱۹۳۶ زمانی که اتیوپی مستعمره ایتالیا بود؛ و صحنه‌های فیلمبرداری شده در زیمبابوه انجام شده‌است. فیلمنامه بر اساس رمانی با همین نام نوشته شده توسط این فلاایانو می‌باشد.